# Temporada 2023 del fútbol venezolano
La Temporada 2023 del fútbol venezolano abarca todas las actividades relativas a campeonatos de fútbol profesional, nacionales e internacionales, disputados por clubes venezolanos, y por las selecciones nacionales de este país, en sus diversas categorías, durante el 2023.
| Categoría                         | Campeonato                     | Campeón           |
| --------------------------------- | ------------------------------ | ----------------- |
| Primera                           | Campeonato de 1.ª              | Deportivo Tachira |
| Segunda                           | Campeonato de 2.ª              | Ureña Sport Club  |
| Tercera                           | Campeonato de 3.ª              | Minet FC          |
| Primera División Femenino         | Primera División Femenino 2023 | Caracas FC        |
| Copa Venezuela Femenina de Fútbol | Copa Venezuela Femenina 2023   | ULA FC            |